# Gryllomorpha monodi
Gryllomorpha monodi är en insektsart som beskrevs av Lucien Chopard 1943. Gryllomorpha monodi ingår i släktet Gryllomorpha och familjen syrsor. Inga underarter finns listade i Catalogue of Life.